# Frutiger
|  | Aquest article tracta sobre la lletra tipogràfica Frutiger. Si cerqueu el tipògraf i dissenyador suís Adrian Frutiger que la va dissenyar, vegeu «Adrian Frutiger». |

Frutiger és una família tipogràfica ideada pel tipògraf suís Adrian Frutiger i publicada el 1968. És una lletra de pal sec, la primera d'una sèrie de famílies com ara la Frutiger Serif i pòlisses ornamentals com la Frutiger Capitalis i la Frutiger Stones i Frutiger Symbols.

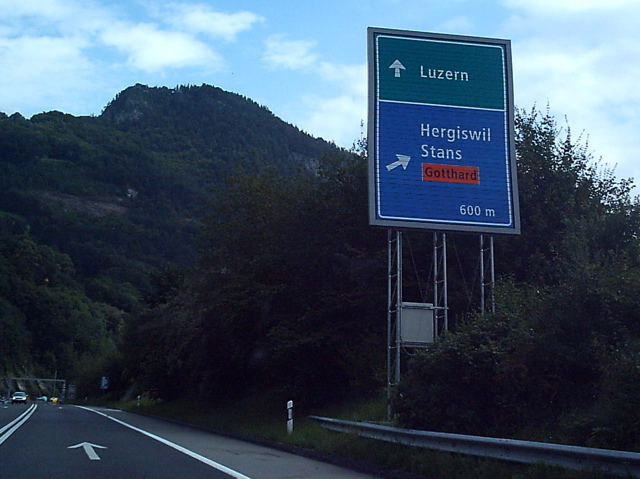
La tipografia ASTRA Frutiger en els senyals de trànsit de Suïssa

. Frutiger és reconegut per una de les seves pòllises més famoses, la Univers.
La pòllissa Frutiger va néixer arran d'un encàrrec rebut el 1968. Calia una tipografia per al sistema de senyalització del nou aeroport Roissy Charles de Gaulle a París (França). La idea era crear una lletra tipogràfica moderna que lligués amb l'arquitectura avantguardista del nou aeroport. El punt central era que el les lletres dels rètols de senyalització havien de ser lisibles des de lluny pel viatger ansiós que té pressa.
S'especulava que Adrian Frutiger feria servir la pòllissa Univers, però va preferir dissenyar-ne una nova. Una de les raons era perquè els remats de la Univers són massa arrodonits i tancats, perfectes per a la decoració, però no faciliten la lectura ràpida a llargues distàncies. Per a aquesta funció es necessitaven formes més depurades.
 Les senyalitzacions de l'aeroport, es van dissenyar amb un fons groc fosc, contrastava amb els textos negres en francès i els textos blancs en anglès. S'estudiaren i s'establiren totes les regles tipogràfiques, considerant tots els casos possibles de senyalització.
Originàriament, la Frutiger s'anomenava Roissy, com l'aeroport per al qual havia estat dissenyada i que va estar acabat el 1975. La foneria Stempel la va publicar el 1976. El 1978 la companyia Linotype va comprar els drets de reproducció i va ser reanomenada Frutiger, com el seu creador.
No va ser l'única vegada que s'utilitzava la Frutiger per a la senyalització. L'any 2003 la tipografia ASTRA Frutiger, una variant de la Frutiger original, va substituir la VSS en els senyals de trànsit de Suïssa. Per aconseguir legibilitat òptima, Frutiger va engrandir els blancs interns, sobretot de les lletres "a" i "e".

## Anàlisi de la tipografia Frutiger
La Frutiger original és una lletra de pal sec, simple, clara, robusta i sense gràcies. No és estrictament geomètrica ni humanista.
La majoria de pals secs que existien en l'època en què va ser dissenyada la tipografia Frutiger original, posseïen terminacions arrodonides i tancades, perfectes per a la funció decorativa, però poc adequades per a una lectura a distància.

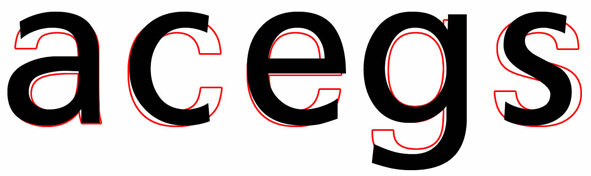
Comparació de l'Univers (en vermell) i la frutiger (en negre)

Es va prendre com a base la H i la n per establir les mides essencials de tot l'alfabet.
Totes les lletres redones (o, O, la u per baix) sobresurten de l'alineació horitzontal de les lletres rectes.

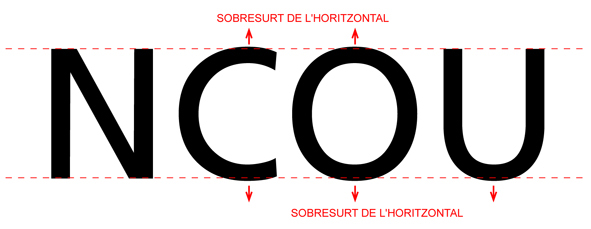
La corba sobresurt de l'horitzontal

Referent a la proporció, existeix poca diferència entre les majúscules i les minúscules; en el cas de les minúscules el traç és més fi que el de les majúscules. Les astes ascendents sobresurten respecte a les majúscules i les astes descendents són més curtes.

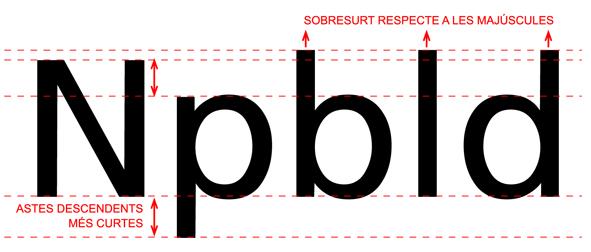
Les astes ascendents sobresurten respecte a les majúscules i les descendents són més curtes

Un detall que té la Frutiger i que no tenen la majoria de lletres de pal sec està en els arcs superiors de la n o inferiors de les b, d, p, etc. Aquests es presenten més fins i menys angulosos. Aquest detall és molt important per a facilitar la seva llegibilitat.
Partint de la lletra o com a base, els amples de les minúscules són harmoniosos uns amb els altres.
Es diferencien el gruixos entre verticals i horitzontal de les lletres A, E, F o H.

## Tipus de Frutiger i famílies[3]
En aquest apartat definirem els tipus de Frutiger que concorden amb la classificació de la Frutiger original de 1976. Per a consultar altres Frutiger del clan tipogràfic, consultar els annexes al peu de l'article.

### Frutiger (1976) (Linotype Originals)
Dissenyada per Adrian Frutiger en 1976 a partir de l'encàrrec de crear un sistema de senyalització per a l'aeroport Charles de Gaulle (París).
És una família de gamma extensa i va ser realitzada entre els anys 1975 i 1980 per Adrian Frutiger i el seu ajudant Hansjürg Hunziker.
La peculiaritat d'Adrián Frutiger és utilitzar un sistema numèric per a diferenciar les seves famílies. Es tracta d'una numeració de dues xifres, la primera (en posició de desenes) correspon al gruix de les astes, la segona (en posició d'unitats) a la forma de la lletra. La xifra base o de referència és el cinc de manera que 55 senyala una sèrie amb el gruix del traç normal i rodona; 56 és de traç normal i cursiva; 57 indica una lletra condensada. Si es varia la primera xifra són els gruixos els que varien de prims a gruixuts: 45 indica una sèrie fina, 55 estàndard, 65 negreta i 75 una sèrie extra negreta.
Aquesta combinatòria per descriure sèries va ser utilitzada per primera vegada amb el tipus de lletra Univers, del mateix autor. En l'època de la fotocomposició es va adoptar com un estàndard. Actualment algunes tipografies (que inclouen moltes sèries) fan servir aquest sistema per descriure les varietats formals.
Famílies tipogràfiques:
Frutiger 45 Light, 46 Light Italic, 55 Roman, 56 Italic, 65 Bold, 66 Bold Italic,75 Black, 76 Black Italic, 95 Ultra Black
Frutiger Condensed: Frutiger 47 Light Condensed, 48 Light Condensed Italic, 57 Condensed, 58 Condensed Italic, 67 Bold Condensed, 68 Bold Condensed Italic, 77 Black Condensed, 78 Black condensed Italic, 87 Extra Black Condensed, 88 Extra Blac condensed Italic
Frutiger Central European: Frutiger Central European 45 Light, Central European 46 Light Italic, Central European 55 Roman, Central European 56 Italic, Central European 65 Bold, Central European 66 Bold Italic, Central European 75 Black, Central European 76 Black Italic, Central European 95 Ultra Black, Central European 47 Light Condensed, Central European 57 Condensed, Central European 67 Bold Condensed, Central European 77 Black Condensed, Central European 87 Extra Black Condensed
Frutiger Cyrillic: Frutiger Cyrillic 45 Light, Cyrillic 46 Light Italic, Cyrillic 55 Roman, Cyrillic 56 Italic, Cyrillic 65 Bold, Cyrillic 66 Bold Italic, Cyrillic 75 Black, Cyrillic 6 Black Italic, Cyrillic 95 Ultra Black, Cyrillic 47 Light Condensed, Cyrillic 57 Condensed, Cyrillic 67 Bold Condensed, Cyrillic 77 Black Condensed, Cyrillic 87 Extra Black Condensed

### Frutiger Next (2000)
(Linotype Platinum Collection)
Dissenyada per Adrian Frutiger i Linotype Design Studio l'any 2000. És una versió revisada i augmentada de l'original Frutiger, amb l'altura de la x lleugerament major i, en general, amb més contrast. Ha constituït la versió més rica en característiques tipogràfiques fins a l'any 2000, ja que suporta 48 idiomes derivats del llatí d'Europa Occidental, Central i Europa de l'Est, fins i tot les llengües bàltiques i turc.
Pertany a la col·lecció Linotype Platinum Collection. Les tipografies d'aquesta col·lecció van ser digitalitzades amb cura i tenen l'alta qualitat exigida per la tipografia professional. Altres tipografies d'aquesta col·lecció són: Avenir Next, Compatil, Eurostile Next, Optima Nova, Palatino Nova, Univers Next, Sabon Next o Syntax Next.
La família està disponible en dues versions: OpenType, o tradicionals formats de tipus de lletra (PostScript i True Type). La família OpenType té set pesos. La versió original comporta un sistema de 18 pesos.
Famílies tipogràfiques:
Frutiger Next: Frutiger Next Ultra Light, Next Ultra Light Italic, Next Light, Next Light Italic, Next Regular, Next Italic, Next Medium, Next Medium Italic, Next Bold, Next Bold Italic, Next Heavy, Next Heavy Italic, Next Black, Next Black Italic
Frutiger Next Condensed: Frutiger Next Condensed Ultra Light, Next Condensed Light, Next Condensed Regular, Next Condensed Medium, Next Condensed Bold, Next Condensed Heavy, Next Condensed Black
Frutiger Next Central European: Next Central European Light, Next Central European Light Italic, Next Central European Italic, Next Central European Regular, Next Central European Medium, Next Central European Medium Italic, Next Central European Bold, Next Central European Bold Italic, Next Central European Heavy, Next Central European Heavy Italic, Next Central European Black, Next Central European Black Italic, Next Central European Light Condensed, Next Central European Condensed, Next Central European Medium Condensed, Next Central European Bold condensed, Next Central European Heavy Condensed, Next Central European Black Condensed
Frutiger Next W1G: Frutiger Next W1G Ultra Light, Next W1G Ultra Light Italic, Next W1G Light, Next W1G Light Italic, Next W1G Regular, Next W1G Italic, Next W1G Medium, Next W1G Medium Italic, Next W1G Bold, Next W1G Bold Italic, Next W1G Heavy, Next W1G Heavy Italic, Next W1G Black, Next W1G Black Italic
Frutiger Next W1G Condensed: Frutiger Next W1G Condensed Ultra Light, Next W1G Condensed Light, Next W1G Condensed, Next W1G Condensed Medium, Next W1G Condensed Bold, Next W1G Condensed Heavy, Next W1G Condensed Black

### ASTRA Frutiger (2003)
Dissenyada per Adrián Frutiger en 2003
La VSS - Schweizerischer Verband der Strassen und Verkehrsfachleute (Associació Suïssa de Professionals de les carreteres)era des de 1860, l'encarregada de redactar les normes relatives a les senyalitzacions de les carreteres suïsses. A principis de 1990 la VSS va decidir revisar aquestes normes i canviar l'antiquada tipografia per una més llegible i més fàcil d'aplicar.
Després de diversos anys de treball intens, Adrian Frutiger va crear el tipus ASTRA Frutiger.
Es basa en una Frutiger 57 condensada, amb lleugers canvis. Per exemple, més espai entre els seus caràcters per a facilitar la lectura en llargues distàncies.
Es presenta en dos estils: L'estàndard per les carreteres comarcals i el Autobahn per les autopistes. En aquest últim cas, els espais entre caràcters són molt més amplis.
Famílies tipogràfiques
ASTRA-Frutiger Standard/Standard
ASTRA-Frutiger Autobahn/Autoroute

### Neue Frutiger (2009)
(Linotype Platinum Collection)
Dissenyada per Adrian Frutiger i Akira Kobayashi (director tipogràfic de Linotype) el 2009. És una millora de l'original Frutiger. S'han millorat, per exemple, els accents que encaixen molt millor. Els blancs interns de la "R" i de la "d" són més rodons i els braços de la "C" més oberts. S'ha reduït el gruix del símbols de copyright i marca registrada per millorar la seva adaptabilitat a les mides més petites. El símbol de l'arrova també s'ha modernitzat.
Les altures de la Frutiger i Neue Frutiger són iguals, és per això que es poden barrejar entre elles o amb la Frutiger Serif.
Famílies tipogràfiques:
Neue Frutiger: Neue Frutiger Ultra Light, Ultra Light Italic,Thin, Thin Italic, Light, Light Italic, Book, Book Italic, Regular, Italic, Medium, Medium Italic, Bold, Bold Italic, Heavy, Heavy Italic, Black, Black Italic, Extra Black, Extra Black Italic
Neue Frutiger Condensed: Neue Frutiger Condensed Ultra Light, Ultra Light Italic,Thin, Thin Italic, Light, Light Italic, Book, Book Italic, Regular, Italic, Medium, Medium Italic, Bold, Bold Italic, Heavy, Heavy Italic, Black, Black Italic, Extra Black, Extra Black Italic
Neue Frutiger Cyrillic: Neue Frutiger Cyrillic Ultra Light, Ultra Light Italic,Thin, Thin Italic, Light, Light Italic, Book, Book Italic, Regular, Italic, Medium, Medium Italic, Bold, Bold Italic, Heavy, Heavy Italic, Black, Black Italic, Extra Black, Extra Black Italic
Neue Frutiger W1G: Neue Frutiger W1G Ultra Light, Ultra Light Italic,Thin, Thin Italic, Light, Light Italic, Book, Book Italic, Regular, Italic, Medium, Medium Italic, Bold, Bold Italic, Heavy, Heavy Italic, Black, Black Italic, Extra Black, Extra Black Italic

## Annexes
- Frutiger Serif
- Frutiger Capitalis
- Frutiger Stones i Frutiger Symbols
- Frutiger Arabic
- Adrian Frutiger
- Llista de tipografies d'Adrian Frutiger

## Aplicació de la tipografia Frutiger a marques corporatives
La versatilitat de la lletra tipogràfica Frutiger, amb les seves formes senzilles i sempre actuals, ha permès que s'utilitzi per a la senyalització i que la seva aplicació s'estengui també al disseny gràfic i les marques corporatives.
Exemples:
- Telefónica O2 - És una marca comercial que ofereix serveis de telefonia al Regne Unit, Irlanda, Alemanya, República Txeca i Esovàquia. - Telefonica O2 Arxivat 2010-07-23 a Wayback Machine.

- London School of Economis & Political Science - És una universitat especialitzada en una àmplia gamma de les ciències socials (economia, política, dret, sociologia, antropologia, comptabilitat i finances) - LSE

- NHS - Servei nacional de salut d'Anglaterra - HNS

- Conservative - Partit conservador del Canadà - Conservative

- Banc Bradesco - Banc de Brasil - Banc Bradesco

- Forces de defensa de Finlàndia - Forces de defensa de Finlàndia

- CBC Radio Canada - Canadian Broadcasting Corporation - CBC Radio Canada Arxivat 2010-06-28 a Wayback Machine.